# Gianni Bonichon
Gianni Bonichon (Nus, 13 ottobre 1944 – Aosta, 3 gennaio 2010) è stato un bobbista italiano, attivo negli anni sessanta e settanta.

## Biografia
Disputò le Olimpiadi di Sapporo del 1972 vincendo una medaglia d'argento nel bob a quattro, in compagnia di Nevio De Zordo, Adriano Frassinelli e Corrado Dal Fabbro, alle spalle della Nazionale Svizzera
È morto nel 2010 all'età di 65 anni.